# Toxorhynchites fontenillei
Toxorhynchites fontenillei är en tvåvingeart som beskrevs av Ribeiro 2005. Toxorhynchites fontenillei ingår i släktet Toxorhynchites och familjen stickmyggor.
Artens utbredningsområde är Madagaskar. Inga underarter finns listade i Catalogue of Life.